# CO Modèle de Lomé
Der CO Modèle de Lomé (Club Omnisports Modèle de Lomé) ist ein togoischer Fußballverein aus Lomé. Er trägt seine Heimspiele im Stade Agoè-Nyivé aus.
Der Verein wurde 1935 gegründet und ist einer der erfolgreichsten des Landes. In den 60er und 70er Jahren spielte er in der Championnat National (Togo) und konnte viermal die Meisterschaft gewinnen. Mit den Erfolgen qualifizierten sie sich mehrmals für die afrikanischen Wettbewerbe, wo sie 1970 mit dem Erreichen des Viertelfinals im Champions Cup ihren größten internationalen Erfolg feierten. Aktuell spielt der Klub in der Togolese Championnat National de 2ème Division.
- Meister Championnat National: 1966, 1969, 1972, 1973

## Statistik in den CAF-Wettbewerben
| Wettbewerb             | Runde         | Gegner          | Hinspiel | Rückspiel |  |
| ---------------------- | ------------- | --------------- | -------- | --------- |  |
|                        |               |                 |          |           |  |
| CAF Champions Cup 1967 | 1. Runde      | Stade d’Abidjan | 1:2 (A)  | 0:0 (H)   |  |
| CAF Champions Cup 1970 | 2. Runde      | Union Douala    | 0:0 (A)  | 1:1 (H)   |  |
|                        | Viertelfinale | TP Englebert    | 0:0 (H)  | 1:3 (A)   |  |
| CAF Champions Cup 1973 | 1. Runde      | ASFA Dakar      | 2:2 (A)  | 4:2 (H)   |  |
|                        | 2. Runde      | Stade Malien    | 1:2 (A)  | 0:0 (H)   |  |
| CAF Champions Cup 1974 | 1. Runde      | AS Porto-Novo   | 3:0 (H)  | 0:1 (A)   |  |
|                        | 2. Runde      | ASEC Abidjan    | 0:3 (A)  | n. a.     |  |

- 1970: Der Verein erhielt in der ersten Runde ein Freilos.
- 1970: Der Verein siegte per Losverfahren und zog ins Viertelfinale ein.
- 1974: Der Verein verzichtete auf das Rückspiel und schied aus dem Wettbewerb aus.